# Alan Brown
Alan Everest Brown (Malton; 20 de noviembre de 1919-Guildford; 20 de enero de 2004) fue un piloto de automovilismo británico. Se inició en el automovilismo en un Cooper, más tarde formó el equipo Ecurie Richmond con Eric Brandon. Participó en nueve Grandes Premios de Fórmula 1, debutando el 18 de mayo de 1952 y en numerosas carreras fuera del campeonato. Anotó dos puntos, y fue el primer piloto en anotar puntos de campeonato para Cooper y también le dio al primer Vanwall su debut en la carrera. Después de retirarse, presentó a dos pilotos en el Gran Premio de Gran Bretaña de 1959 bajo el nombre de equipo Alan Brown Equipe.

## Resultados

### Fórmula 1
(Clave) (negrita indica pole position) (cursiva indica vuelta rápida)

| 1952    | Ecurie Richmond    | SUI 5 | 500 | BEL 6 | FRA | GBR 22  | GER     | NED     | ITA 15 |        | 16.º | 2 |
| 1953    | Cooper Car Company | ARG 9 | 500 | NED   | BEL | FRA     |         |         |        |        | NC   | 0 |
| 1953    | RJ Chase           |       |     |       |     |         | GBR Ret |         |        |        | NC   | 0 |
| 1953    | Equipe Anglaise    |       |     |       |     |         |         | GER Ret | SUI    | ITA 12 | NC   | 0 |
| 1954    | Equipe Anglaise    | ARG   | 500 | BEL   | FRA | GBR DNS | GER     | SUI     | ITA    | ESP    | NC   | 0 |
| Fuente: |                    |       |     |       |     |         |         |         |        |        |      |   |